# 澎湖縣湖西鄉廟宇清代匾額列表
澎湖縣湖西鄉廟宇清代匾額列表，台灣澎湖縣湖西鄉下轄22村落，現行湖西鄉行政區域在清領時期（1684年至1895年）隸屬澎湖廳，劃分為三澳25社，各社有其角頭廟作為其聚落中心，茲收錄湖西鄉寺廟尚保存清代皇帝年號的匾額如下：

## 列表
大清帝國將原明鄭領地納入版圖始於1684年（康熙廿三年），第一位統治澎湖的清朝皇帝為清聖祖，年號康熙，1895年（光緒廿一年）臺灣清領時期結束前總計有八位皇帝統治過在台領地和澎湖，皇帝年號依序有康熙、雍正、乾隆、嘉慶、道光、咸豐、同治、光緒共計八個年號；今湖西鄉廟宇仍保存清代皇帝年號匾額，錄有雍正2幀、乾隆15幀、嘉慶3幀、道光8幀、光緒4幀，計有五位皇帝年號、總計32幀匾額分布於湖西鄉15個村落共17間廟宇之中。:447-452
| 編號 | 村名   | 寺廟名       | 匾額題辭 | 圖片 | 敬獻年份                | 落款文字                                                                 | 落款文字                                             |
| 編號 | 村名   | 寺廟名       | 匾額題辭 | 圖片 | 敬獻年份                | 上款                                                                     | 下款                                                 |
| ---- | ------ | ------------ | -------- | ---- | ----------------------- | ------------------------------------------------------------------------ | ---------------------------------------------------- |
| 01   | 菓葉村 | 菓葉聖帝廟   | 萬古精忠 |      | 1724年 （雍正二年）     | 雍正二年菊月穀旦                                                         | 弟子 仝立                                            |
| 02   | 龍門村 | 龍門安良廟   | 威靈赫庇 |      | 1733年 （雍正十一年）   | 同治歲次己四年荔月吉旦 雍正歲次癸丑年端月吉旦 乾隆歲次丙五年桂月［吉］旦 | 弟子劉宰 重脩 弟子劉必勝立 弟子劉大任復立            |
| 03   | 湖東村 | 湖東聖帝廟   | 有求必應 |      | 1746年 （乾隆十一年）   | 弟子許受壽、（許）把、（許）義 答謝仝敬立                                | 乾隆丙寅年葭月穀旦 民國五十五年許寶樹重修            |
| 04   | 南寮村 | 南寮保寧宮   | 保我蒼生 |      | 1753年 （乾隆十八年）   | 歲次乾隆癸酉年陽月吉旦                                                   | 本村眾弟子一同敬献                                   |
| 05   | 西溪村 | 西溪北極殿   | 錫我鴻庥 |      | 1767年 （乾隆卅二年）   | 乾隆丁亥年葭月穀旦 同治甲子年仲春修                                      | 沐恩弟子高必衷鄭梓陵黃有傑仝敬立                     |
| 06   | 湖西村 | 湖西天后宮   | 少海恩波 |      | 1769年 （乾隆卅四年）   | 乾隆己丑年菊月                                                           | 弟子辛天緯立                                         |
| 07   | 西溪村 | 西溪北極殿   | 有求必應 |      | 1780年 （乾隆四十五年） | 乾隆庚子年梅月吉旦                                                       | 沐恩弟子高光明叩謝                                   |
| 08   | 尖山村 | 尖山顯濟殿   | 顯濟靈王 |      | 1781年 （乾隆四十六年） | 乾隆歲次辛丑花月吉旦                                                     | 弟子洪淳鑒裔孫番趕、三陽 全叩謝                      |
| 09   | 西溪村 | 西溪北極殿   | 眾星所拱 |      | 1781年 （乾隆四十六年） | 乾隆辛丑年仲夏榖旦                                                       | 弟子高光明叩立                                       |
| 10   | 成功村 | 港底天軍殿   | 申流底住 |      | 1782年 （乾隆四十七年） | 乾隆壬寅年元月吉旦                                                       | 弟子李天富敬立                                       |
| 11   | 鼎灣村 | 鼎灣開帝殿   | 克配彼天 |      | 1785年 （乾隆五十年）   | 乾隆乙巳歲桂月榖旦                                                       | 本境弟子蔡喜敬答                                     |
| 12   | 鼎灣村 | 鼎灣開帝殿   | 聖德宏施 |      | 1785年 （乾隆五十年）   | 乾隆乙巳歲陽月榖旦                                                       | 本境弟子 周文敬立                                    |
| 13   | 鼎灣村 | 鼎灣開帝殿   | 參贊化育 |      | 1785年 （乾隆五十年）   | 乾隆乙巳年葭月榖旦                                                       | 港子尾社弟子許連生 敬立                              |
| 14   | 湖西村 | 湖西天后宮   | 湖光重耀 |      | 1786年 （乾隆五十一年） | 乾隆丙午瓜月榖旦                                                         | 闔鄉弟子公立                                         |
| 15   | 隘門村 | 隘門三聖殿   | 並受其福 |      | 1786年 （乾隆五十一年） | 歲丙午修 民國八十八年重修                                                | 本境眾弟子立                                         |
| 16   | 隘門村 | 隘門三聖殿   | 聲靈赫濯 |      | 1786年 （乾隆五十一年） | 乾隆丙午                                                                 | 弟子劉秉總建立 池蛙 光瑾 維石等重修                  |
| 17   | 西溪村 | 忠勇侯廟     | 溥德休徵 |      | 1788年 （乾隆五十三年） | 乾隆戊申桐月榖旦                                                         | 弟子黃允生 高天厚 同叩                               |
| 18   | 湖西村 | 湖西天后宮   | 海國瞻依 |      | 1802年 （嘉慶七年）     | 嘉慶柒年歲次壬戌桐月榖旦                                                 | 弟子辛齊光敬立                                       |
| 19   | 東石村 | 東石泰靈殿   | 聲靈赫濯 |      | 1814年 （嘉慶十九年）   | 嘉慶甲戌年花月榖旦                                                       | 本境弟子 仝敬立                                      |
| 20   | 北寮村 | 北寮保安宮   | 溥博如天 |      | 1819年 （嘉慶廿四年）   | 嘉慶二十四年歲在己卯夏六月 朔後吉日                                      | 護理福建澎湖 副總兵官印務蕭得華敬立                  |
| 21   | 鼎灣村 | 鼎灣開帝殿   | 聖恩浩蕩 |      | 1821年 （道光元年）     | 道光元年葭月吉旦置                                                       | 民國六十九年重修 裡社闔鄉敬立                        |
| 22   | 成功村 | 港底天軍殿   | 赫濯聲靈 |      | 1828年 （道光八年）     | 道光戊子臘月吉置                                                         | 本境弟子 仝敬立                                      |
| 23   | 隘門村 | 隘門三聖殿   | 戴德同天 |      | 1829年 （道光九年）     | 道光己丑吉旦                                                             | 董事洪江山 民國五十八年裔孫洪天順 洪天賞 洪甘興 重修 |
| 24   | 菓葉村 | 菓葉聖帝廟   | 日星河嶽 |      | 1833年 （道光十三年）   | 道光癸巳良月吉置                                                         | 朴街怡成號謝                                         |
| 25   | 中西村 | 西寮代天宮   | 光被四表 |      | 1834年 （道光十四年）   | 道光甲午年桂月置                                                         | 弟子 仝叩                                            |
| 26   | 湖東村 | 湖東聖帝廟   | 福祿綏之 |      | 1834年 （道光十四年）   | 道光甲午桂月吉旦                                                         | 弟子許振棟敬立 （許）順興重修                        |
| 27   | 城北村 | 大城北北極殿 | 威震帝德 |      | 1835年 （道光十五年）   | 道光乙未年元月吉旦                                                       | 本境眾弟子 仝敬立                                    |
| 28   | 湖東村 | 湖東聖帝廟   | 觀鑒四方 |      | 1836年 （道光十六年）   | 道光拾陸年瓜月置                                                         | 弟子許文開 叩謝 （許）清雅 重修                      |
| 29   | 林投村 | 林投鳳凰殿   | 靈應王昭 |      | 1875年 （光緒元年）     | 光緒元年臘月吉旦                                                         | 隘門村洪健行教謝                                     |
| 30   | 湖東村 | 湖東聖帝廟   | 威靈赫赫 |      | 1889年 （光緒十五年）   | 光緒己丑年夏月吉置 民國（大正）乙未冬月吉置                              | 董事許棉興（許）種玉重修                             |
| 31   | 隘門村 | 隘門三聖殿   | 靈應如響 |      | 1889年 （光緒十五年）   | 光緒己丑季冬月吉旦立                                                     | 董事洪純仁敬獻                                       |
| 32   | 隘門村 | 隘門三聖殿   | 孚佑敏捷 |      | 1890年 （光緒十七年）   | 光緒辛丑教立                                                             | 民國58年吉旦弟子劉樟建立 孫順記寬順世寬順淳水順夏水  |